# Ryggsim

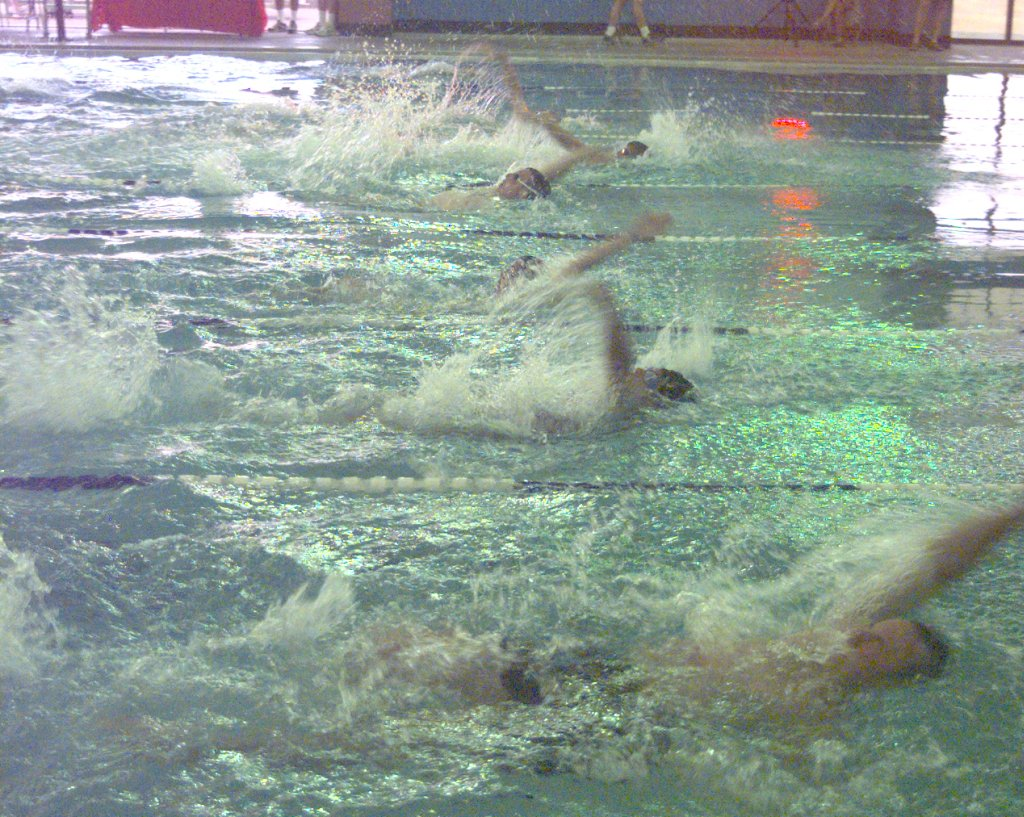
Ryggsim

Ryggsim är det enda av de fyra simsätten inom tävlingssimning som simmas på rygg. Tävlingsryggsim kallas även ryggcrawl och simmas på liknande sätt som vanlig crawl. En annan variant av ryggsim är livräddningsryggsim som liknar bröstsim simmat i ryggläge. I ryggcrawl tar man sig fram genom att sparka med benen och simma med armarna bakåt en i taget. 
För nybörjaren anses det ofta enklare att lära sig simma på rygg än på mage därför att simmaren kan andas under hela simningen. Nackdelen med ryggsim är att det kan vara svårt att veta vart man simmar, eftersom man har blicken vänd uppåt och inte kan ta ut riktningen. Vid tävlingssimning används därför flagglinor som är upphängda tvärs över bassängen, flaggorna är placerade 5 m från vändningssidan på båda kortsidorna för att simmaren ska veta när väggen kommer. Ryggsim stärker musklerna i låren, armarna, bröstet, ryggen och höfterna.
OS-distanser:
- 100m
- 200m

SM-, EM- och VM-distanser:
- 50m
- 100m
- 200m